# Тухват Янаби
Тухва́т Янаби́ (баш. Төхфәт Йәнәби); настоящее имя — Тухватулла́ Калиму́ллович Калиму́ллин (баш. Төхфәтулла Кәлимулла улы Кәлимуллин); 14 февраля 1894 — 10 июля 1938) — башкирский советский поэт, писатель и общественный деятель.

## Биография
Родился 14 февраля 1894 года в деревне Енебей-Урсаево, ныне Миякинский район Башкортостана. В 1910—1912 — шакирд медресе в Стерлибашево. В 1913—1915 годах учительствовал в казахских аулах. C 1917 года на военной службе, с 1919 в рядах Красной Армии. В 1920 году окончил курсы политотдела Башкирской бригады в Белебее, работал начальником отдела агитации и пропаганды Кыпсак-Жетировского районного военного комиссариата, учился в Коммунистическом университете имени Свердлова в Москве, в 1921 году — организатор партийной работы Усерганского канткома партии, заведующий отдела культуры Башпрофсовета, в 1922—1924 годах — начальник расследования преступлений, председатель сельпромсовета Аргаяшского кантона. С 1924 года секретарь, главный редактор газеты «Башкортостан». В то же время работал ответственным секретарём правления Союза писателей БАССР. Тухват Янаби принял участие в создании журналов «Сэсэн», «Октябрь». Начал печататься в 1920-е годы. Активно выступал как публицист. Внес большой вклад в исследование истории журналистики в республике.
Свой литературный псевдоним писатель образовал от названия родного аула.
В 1937 репрессирован как башкирский буржуазный националист, расстрелян 10 июля 1938 года в Уфе.  

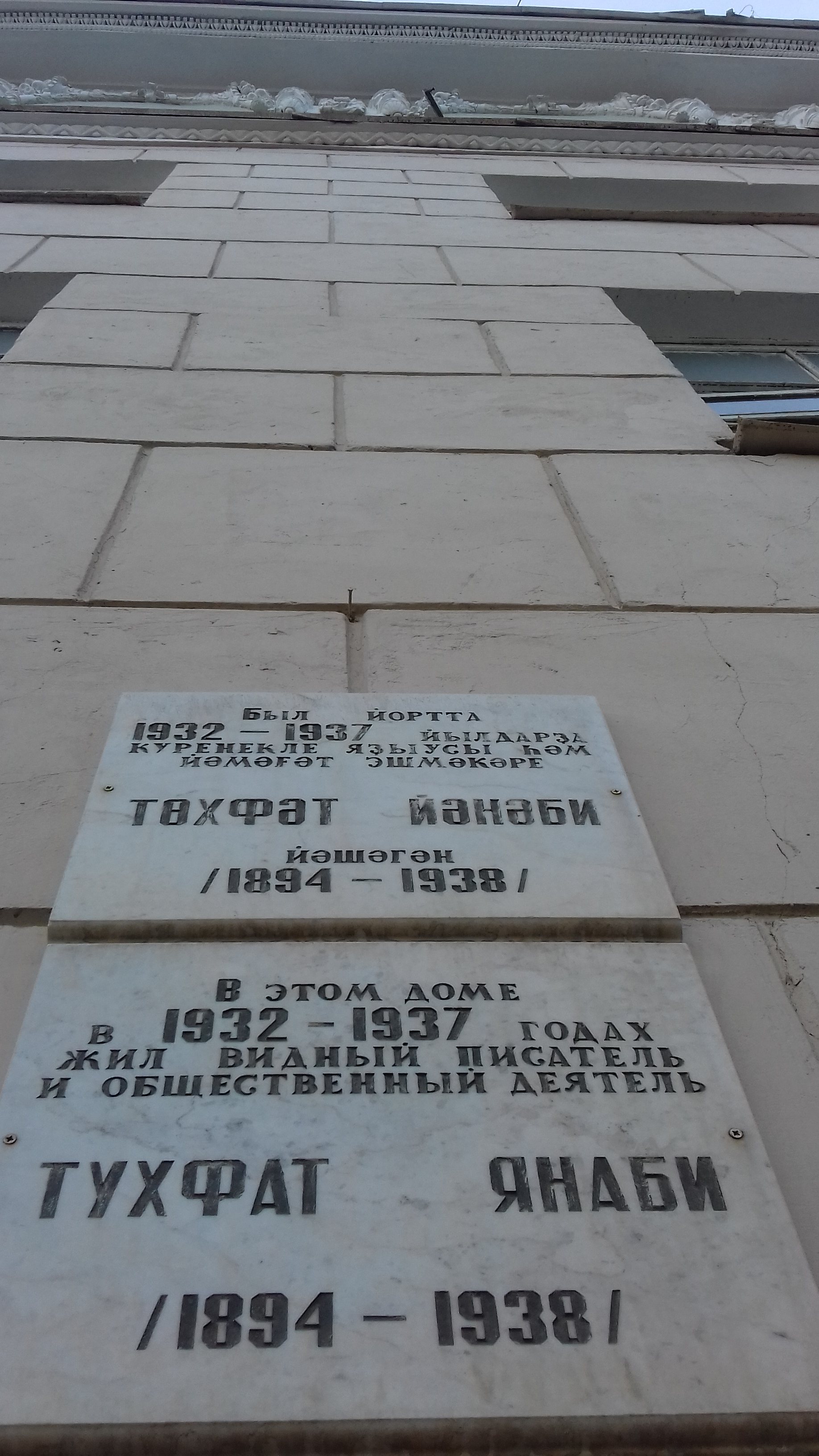
Мемориальная доска в Уфе на доме по адресу ул. Карла Маркса 17/19, где Тухфат Янаби жил в 1932—1937 гг.

## Книги
- «Трудовая радость» («Эш сыуағы», 1926) — сборник стихов;
- «Извилистые пути» («Боролмалы юлдар», 1930) — сборник стихов и поэм;
- «Звучащие струны» («Сиртелгән ҡылдар», 1930) — сборник стихов и поэм;
- «Первое знакомство» («Тәуге танышыу», 1932) — сборник юмористических рассказов;
- «Страна победителей» («Еңеуселәр иле», 1935) — сборник стихов и поэм.
- Başqort vaqьtlь matbuƣatь. 1919—1929 / T. Jənəbi. — Уфа : «Октябрьский натиск», 1929. — 52 с.

## Память
Именем Тухвата Янаби названа улица в Уфе в микрорайоне Инорс.
В деревне Енебей-Урсаево школа носит имя Тухвата Янаби.